# Phare du cap St. Blaize
Le phare du cap St. Blaize (en anglais : Cape St. Blaize Lighthouse)  est un phare situé à proximité de Mossel Bay en Afrique du Sud. 

## Caractéristiques
Le phare est une tour carrée, blanche, de briques, d'une hauteur de 14 mètres, qui s'élève à 73 mètres au-dessus de l'océan. Le phare surmonte la maison du gardien mais aussi la station de météorologie. Sa construction est achevée en 1864.

## Codes internationaux
- ARLHS[2] : SAF-010
- NGA :  112-32184
- Admiralty[3] : D 6379